# Жалынец (посёлок)
Жалынец — упразднённый посёлок в Рогнединском районе Брянской области России. Входил в состав Шаровичского сельского поселения. Упразднён в 2006 году.

## География
Посёлок располагался в северной части Брянской области, в зоне хвойно-широколиственных лесов, в пределах южной окраины Смоленской возвышенности, на ручье Жалынец (приток реки Десна), на расстоянии приблизительно 4 км на запад по прямой от деревни Шаровичи.

### Климат
Климат характеризуется как умеренно континентальный. Средняя температура воздуха самого тёплого месяца (июля) — 18,3 °C; самого холодного (января) — −9 °C. Безморозный период длится в среднем 133 дня. Среднегодовое количество атмосферных осадков составляет около 600 мм, из которых Малая часть выпадает в тёплый период.

## История
Упразднен законом от 29 декабря 2006 года № 128-З как фактически не существующий в связи с переселением всех жителей на постоянное место жительства в другие населённые пункты.

## Население
Согласно результатам переписи 2002 года, в национальной структуре населения русские составляли 100 % из 6 человек.

## Транспорт
В пешей доступности остановочный пункт Жалынец.